# Muralla medieval de Zaragoza
La muralla medieval de Zaragoza fue construida en la ciudad de Zaragoza, (España) como ampliación de la muralla romana de Zaragoza, para defender los nuevos barrios construidos extramuros de la antigua ciudad.

## Historia
A raíz del crecimiento demográfico de la ciudad producido a lo largo del siglo XIII y XIV, surge la necesidad de defender los dos barrios o burgos de carácter gremial que surgen fuera de la muralla romana, el barrio de San Pablo al oeste y el barrio de La Magdalena al este.

## Descripción
Los restos que encontramos hoy en día, se encuentran en las cercanías del Monasterio de la Resurrección del Santo Sepulcro y corresponden a los construidos para defender el barrio de la Magdalena, reforzada además por el curso del río Huerva.
Quedan restos de las fortificaciones realizadas durante la Edad Media distribuidos en diversos tramos, a lo largo de las calles Alonso V y Asalto y frente al Parque Bruil. Se encuentran construidas en ladrillo, a diferencia de la Muralla romana de Zaragoza que está construida en piedra.
Fueron de gran utilidad durante los Sitios de Zaragoza, donde se enclavaron distintos puntos de resistencia.